# La brigada suicida
La brigada suicida, cuyo nombre en inglés es T-Men es una película estadounidense del género de policial negro, filmada en blanco y negro en el estilo de un semidocumental dirigida por Anthony Mann que se estrenó en Estados Unidos el 15 de diciembre de 1947 y que tuvo como protagonistas a Dennis O'Keefe, Mary Meade, Alfred Ryder, Wallace Ford,	June Lockhart y Charles McGraw. 

## Sinopsis
La película trata sobre la historia de dos agentes encubiertos del Departamento del Tesoro estadounidense que, en la investigación de una banda de falsificadores, consiguen unirse a ella. Finalmente es descubierto y asesinado por uno de ellos. 

## Reparto
- Dennis O'Keefe	 ...	Dennis O'Brien y Vannie Harrigan
- Mary Meade	 ...	Evangeline
- Alfred Ryder	 ...	Tony Genaro y Tony Galvani
- Wallace Ford (como Wally Ford)	 ...	The Schemer
- June Lockhart	 ...	Mary Genaro
- Charles McGraw	 ...	Moxie

## Comentario
Fragmentos de la película fueron utilizados en el filme documental Visions Of Light: The Art Of Cinematography (1992) referido al uso de la iluminación como elemento narrativo. La labor en este filme de John Alton fue el paso inicial para su reconocimiento como uno de los más destacados directores de fotografía.
En 1969 se realizó con el nombre de La huella conduce a Londres (The File of The Golden Goose, en inglés) una nueva versión dirigida por Sam Wanamaker y protagonizada por Yul Brynner y Edward Woodward en la cual la acción se sitúa en la ciudad de Londres.